# Pseudodiaptomus heterothrix
Pseudodiaptomus heterothrix is een eenoogkreeftjessoort uit de familie van de Pseudodiaptomidae. De wetenschappelijke naam van de soort is voor het eerst geldig gepubliceerd in 1953 door Brehm.